# 米尔滕贝格
米尔滕贝格（德語：Miltenberg，發音：[ˈmɪltn̩ˌbɛʁk] ⓘ）是德国巴伐利亚州下弗兰肯行政区米尔滕贝格县的城市，也是米尔滕贝格县的县治，面积60.25平方千米，2023年12月31日人口为9,622人。

## 友好城市
米尔滕贝格与以下城市结为友好城市：
- 法國 阿努维尔（1982年）
- 捷克 杜赫佐夫（2005年）